# 山口久吉
山口 久吉（やまぐち ひさきち、1892年5月24日 - 1968年5月20日）は、日本の医師、弁護士、政治家。衆議院議員（1期）。

## 経歴
東京都出身。日本医学校(現・日本医科大学)に学び、1920年、明治大学法律科を卒業する。医師となり、警視庁検疫医員、長谷川病院勤務、仁寿生命保険(株)審査医となる。精工塗料(資)代表社員、東洋青果市場(株)取締役、東京都指圧師会長を務める。弁護士の業務に従事し、東京市議、東京都議となった。
1932年の第18回衆議院議員総選挙において東京7区(当時)から立憲政友会公認で立候補したが落選。1936年の第19回衆議院議員総選挙で当選した。1937年の第20回衆議院議員総選挙では昭和会から立候補したが落選した。